# Чибурданідзе Майя Григорівна
Ма́йя Григо́рівна Чибурдані́дзе (груз. მაია ჩიბურდანიძე, рос. Майя Григорьевна Чибурданидзе; 17 січня 1961, Кутаїсі) — раніше радянська, а тепер грузинська шахістка, гросмейстер серед чоловіків, 6-та чемпіонка світу серед жінок (1978—1991). Наймолодша чемпіонка світу в історії — здобула титул у віці 17 років. Нагороджена орденом Дружби народів. Почесна громадянка Тбілісі (2011).

## Біографія
Закінчила Тбіліський медичний інститут за фахом в галузі кардіології.
У сім'ї Григорія Чибурданідзе всі діти грали в шахи. Старші учили молодших, а потім «невдячні» молодші перемагали старших. Так, восьмирічна Майя, яку навчив грати старший брат Реваз, незабаром почала обігравати сестру Ламару, студентку другого курсу політехнічного інституту.
Удома з успіхів Майї не дивувалися. У 3 роки вона навчилася читати, в 5 років легко проводила математичні дії з тризначними цифрами. У школі її вважали однією з найкращих учениць. Але особливо Майя полюбила шахи. І всі вільні години проводила в кутаїському Палаці піонерів. Навесні 1971 року 10-річна Майя стала чемпіонкою Грузії серед школярів.

## Спортивна кар'єра
Вже в 12 років Майю включили до складу команди СРСР в матчі з Югославією. Граючи з міжнародним майстром Ст. Калхбреннер, вона перемогла у всіх 4-х партіях. При цьому вела боротьбу в них по-різному: спокійно маневруючи в 1-й зустрічі, ефектно атакуючи — в 2-й, тонко провівши ендшпіль — в 3-й і, нарешті, блискуче комбінуючи в 4-й партії. Саме тоді гросмейстер Борислав Івков назвав Майю «жіночим Фішером».
Шахи стали для Майї не грою, а всім життям. Вже до 17 років вона зіграла близько 500 серйозних партій. До того часу Майя стала чемпіонкою СРСР, переможницею в матчах претенденток, суперницею чемпіонки світу Нони Гапріндашвілі. Такого в історії шахів ще не було.
1978 року на грузинському курорті Піцунда, на березі Чорного моря, відбувся матч Гапріндашвілі — Чибурданідзе. Він грався на більшість з 16 партій. Майя захопила лідерство вже на старті і зберегла його до кінця, здобувши перемогу з рахунком 8½:6½.
Наслідуючи приклад Нони, Мая часто почала виступати і в чоловічих турнірах. На традиційному міжнародному турнірі «Коста Каталана» в Барселоні восени 1979 року Майя поділила 1—3-ті місця з гросмейстером Едуардом Гуфельдом і міжнародним майстром Стефано Татаї (Італія).
Майя відстояла звання найсильнішої шахістки в чотирьох матчах — з Наною Александрією (1981), Іриною Левітіною (1984), Оленою Ахмиловською (1986) і Наною Іоселіані (1988). За ці роки вона досягла низки успіхів і в міжнародних чоловічих турнірах — Нью-Делі (1984) — 1-ше місце, Баня-Лука (1985) — 1-ше місце, Більбао (1987) — 3—4-те місце, Брюссель (1987) — 2-ге місце. У 1986 році Майя зіграла внічию матч із югославським гросмейстером Петаром Поповічем 4:4. Двома роками раніше вона стала чоловічим гросмейстером.
У 1991, зустрівши жорсткий опір нової претендентки — китайської шахістки Се Цзюнь, Майя поступилася званням першої шахістки планети.
У 2000-х роках майже відійшла від активних шахів, грала в середньому в одному турнірі на рік.
2016 року організувала в Грузії турнір із так званих «Maia chess» (шахи Майї): аби уникнути нудної домашньої дебютної підготовки гравці тягнули жереб і розпочинали гру вже в мітельшпілі із заданої позиції. Судді слідкували за тим, щоб упродовж турніру гравцеві не випав той самий дебют двічі. За перемогу давали 3 очки, за нічию — 1, за поразку — нуль. На думку організаторів, такі правила роблять гру більш творчою та бойовою.

## Зміни рейтингу
| На цьому місці має відображатися графік чи діаграма, однак з технічних причин його відображення наразі вимкнено. Будь ласка, не видаляйте код, який викликає це повідомлення. Розробники вже працюють для того, щоби відновити штатне функціонування цього графіка або діаграми. | |
| | На цьому місці має відображатися графік чи діаграма, однак з технічних причин його відображення наразі вимкнено. Будь ласка, не видаляйте код, який викликає це повідомлення. Розробники вже працюють для того, щоби відновити штатне функціонування цього графіка або діаграми. |